# 睛尾蝌蚪鰕虎鱼
睛尾蝌蚪鰕虎鱼（学名：Lophiogobius ocellicauda）为鰕虎鱼科蝌蚪鰕虎鱼属的鱼类，俗名蝌蚪虎鱼。分布于朝鲜，包括东海北部、黄海、渤海等海域。该物种的模式产地在上海。